# Ferdinand Van Durme
Ferdinand Van Durme (Eksaarde, 1 juni 1839 - Eksaarde, 2 juli 1900) was een Belgisch organist, dirigent en componist.

## Levensloop
Ferdinand Van Durme was een van de eerste telgen in de muziekfamilie Van Durme en een van de acht van het gezin die in de muziek hun broodwinning vonden. Vader Feliciaan Van Durme was, in opvolging van zijn schoonvader, koster-organist van de parochiekerk van Eksaarde geworden. 
Uit zijn twee huwelijken had Ferdinand elf kinderen, vier bij zijn eerste en zeven bij zijn tweede echtgenote. Alle jongens werden musicus of priester, sommige beide.
Het is van zijn vader dat hij zijn eerste muzieklessen kreeg en er wordt niet vermeld of hij ook nog bij andere leermeesters of in een conservatorium verdere opleiding kreeg. Hij volgde alvast in 1873 zijn vader op als koster-organist. In afwachting van deze opvolging, was hij ook broodbakker. Naast zijn kostersactiviteiten, dirigeerde hij het kerkorkest dat zich had uitgebreid tot wat de Harmonie Sint Cecilia werd. 
Hij werd weldra de bekendste musicus in zijn streek en jongelui kwamen bij hem voor hun eerste opleiding. Zo was hij de eerste leermeester van Edgar Tinel.

## Componist
Ferdinand schreef verschillende stukken voor de harmonie van Eksaarde. Hij bewerkte onder meer de Marche uit de cantate Klokke Roeland van zijn vroegere leerling Tinel.